# Élection présidentielle sénégalaise de 1973
L'élection présidentielle sénégalaise de 1973 a eu lieu le 28 janvier 1973. Le Sénégal est alors un régime à parti unique sous l'égide de l'Union progressiste sénégalaise de Léopold Sédar Senghor, qui se présente donc sans opposants et l'emporte sans surprise avec 100 % des suffrages.

## Résultats
| Candidat                  | Candidat                  | Parti                     | Voix      | %     |  |
| ------------------------- | ------------------------- | ------------------------- | --------- | ----- |  |
|                           | Léopold Sédar Senghor     | UPS                       | 1 357 056 | 100   |  |
|                           |                           |                           |           |       |  |
| Votes valides             | Votes valides             | Votes valides             | 1 357 056 | 99,98 |  |
| Votes blancs et invalides | Votes blancs et invalides | Votes blancs et invalides | 303       | 0,01  |  |
| Total                     | Total                     | Total                     | 1 357 359 | 100   |  |
| Abstention                | Abstention                | Abstention                | 42 074    | 3,01  |  |
| Inscrits/Participation    | Inscrits/Participation    | Inscrits/Participation    | 1 399 433 | 96,99 |  |